# Gérard Simond
Gérard Simond (Franciaország, Haute-Savoie, Chamonix-Mont-Blanc, 1904. május 11. – Sallanches, 1955. január 9.) francia jégkorongozó, olimpikon.
Az 1928. évi téli olimpiai játékokon vett részt a jégkorongtornán. A francia csapat az A csoportba került. Az első mérkőzésen megverték a magyarokat 2–0-ra, majd a briteket 3–2-re és végül kikaptak a belgáktól 3–1-re. Két gólt ütött a tornán. Csak a rosszabb gólkülönbség miatt nem jutottak be a négyes döntőbe.
Részt vett az 1932-es jégkorong-Európa-bajnokságon. Érmet nem szerzett.
A Chamonix HC volt a klubcsapata. 1930-ban francia bajnok volt.